# Vicente Troudart
Vicente Troudart (1951 - 9 de janeiro de 2016) foi um árbitro de beisebol panamenho que trabalhou em numerosos eventos internacionais, incluindo os Jogos Olímpicos de 2004. Ele morreu no dia 9 de janeiro de 2016 aos 64 anos de idade.